# (37790) 1997 UX26
(37790) 1997 UX26 est un astéroïde troyen de Jupiter de 12,531 km de diamètre découvert en 1997.

## Description
(37790) 1997 UX26 a été découvert le 27 octobre 1997 à l'observatoire de La Silla, au Chili, par l'Uppsala-DLR Trojan Survey (UDTS).

### Caractéristiques orbitales
L'orbite de cet astéroïde est caractérisée par un demi-grand axe de 5,26 ua, un périhélie de 4,81 ua, une excentricité de 0,08 et une inclinaison de 9,53° par rapport à l'écliptique. Du fait de ces caractéristiques, à savoir un demi-grand axe compris entre 4,6 et 5,5 ua et un périhélie inférieur à 0,3 ua, il est classé, selon la JPL Small-Body Database, astéroïde troyen de Jupiter du camp troyen. Il est situé au point de Lagrange L4 du système Soleil-Jupiter.

### Caractéristiques physiques
(37790) 1997 UX26 a une magnitude absolue (H) de 12,8 et un albédo estimé à 0,103, ce qui permet de calculer un diamètre de 12,531 km. Ces résultats ont été obtenus grâce aux observations du Wide-Field Infrared Survey Explorer (WISE), un télescope spatial américain mis en orbite en 2009 et observant l'ensemble du ciel dans l'infrarouge, et publiés en 2011 dans un article présentant les résultats concernant 1 739 astéroïdes troyens de Jupiter et 349 candidats.